# Casey Jones (Tortugas ninja)
Casey Jones es un personaje de las Tortugas Ninja. Es un violento justiciero y antihéroe de Nueva York con una máscara de hockey y aliado de las Tortugas Ninja Adolescentes Mutantes. 
Casey cree que esta destinado a una vida de combatir el crimen desde que unos mafiosos atacaran a su familia.

## Orígenes
Cuando Jones era joven, su padre Arnold Casey Jones abrió una tienda. Un grupo de miembros del Dragón Púrpura (liderados por un joven Hun) quemaron la tienda, mataron a su padre y tomaron a su madre y hermana como rehenes. Un muy golpeado Casey se negó a sentarse a recibir los golpes de Hun y atacó a Hun con un cuchillo, clavándoselo en el cuello. Enfurecido, Hun lo golpeó hasta casi matarlo. Parecía que la paliza que recibió de Hun cuando era adolescente dio como resultado varios trastornos mentales y emocionales, lo que podría explicar su comportamiento a menudo violento y errático.

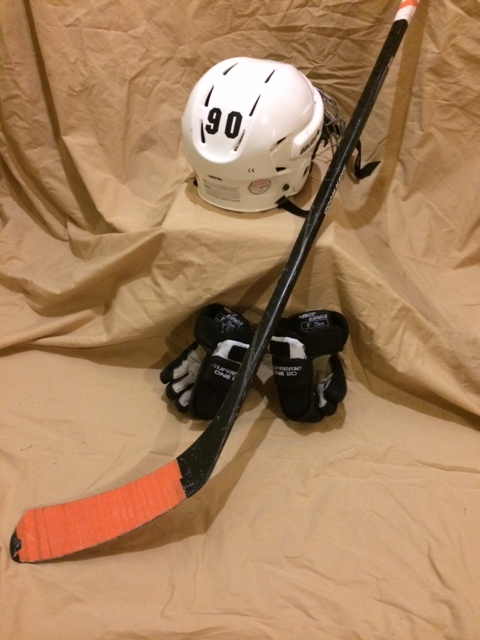
Casey utiliza equipo deportivo como armas en el combate.

Posteriormente uno de los creadores iniciales (Kevin Eastman) reveló que Casey estaba destinado a convertirse en un vigilante porque veía demasiadas series de policías malos (como Peter Laird), a diferencia de la ya demasiado sobada historia en la que el héroe se convierte en un vigilante después de ver cómo su familia es asesinada ante él. Sin embargo, ese enfoque fue retomado cuando el escritor Tristán Huw Jones lo llevó a la serie de televisión copia de la historia de 2003, en la edición de los cuentos #56.

## Inicios
La Ciudad de Nueva York, de donde es originario Jones, había sido invadida por los delincuentes. Inspirándose en las series de televisión, Casey decidió hacer algo al respecto y tras equiparse con una máscara de hockey y equipo deportivo variado, comenzó su tarea como vigilante.
Su amistad con las tortugas ninja se inició cuando se topó con Raphael mientras este golpeaba a un par de asaltantes. Cuando Raphael los dejó ir, Casey se dispuso a "acabar con ellos", pero fue detenido por la tortuga. Los dos se enfrentaron, pero al final acabaron trabajando en equipo para lograr derrotar a los asaltantes que aparecieron después de su lucha.

## Mirage
Casey apareció por primera vez en la edición en solitario Raphael "Me, Myself and I" (A mí, a mí mismo y sólo a mí) Raphael se encuentra con Casey golpeando a algunos ladrones y acude a detenerlo antes de que los mate. Jones y Rafael pelean varias veces antes de hacer la paz entre ellos. Más tarde, Jones acude a ayudar a las Tortugas, Splinter y April O'Neil cuando son atacados por el Shredder resucitado en la casa de April. Los siete escapan y se refugian en una casa de campo en Northampton, Massachusetts que una vez perteneció a la abuela de Casey. Casey "oficialmente" se convierte en una parte de la familia de las Tortugas en torno a ese momento, y la casa de campo actúa como un segundo hogar para el grupo desde hace algún tiempo.
En sus apariciones en Mirage, Casey es extremadamente violento, incluso más que Raphael, pero se suaviza a lo largo de la serie. En Shades of Gray(tonos de gris), Casey mata accidentalmente a un adolescente que intentó robarle. El incidente le envió en una espiral de ebriedad, dañando su relación con April O'Neil. Sus tendencias homicidas siempre están presentes desde su primera aparición, aunque en realidad nunca habría asesinado a nadie en esa instancia.
Durante el episodio de tres partes City at War (Ciudad en guerra), Casey sale de la casa de campo y comienza a conducir a Los Ángeles, donde planea encontrar a April, pero en su lugar se encuentra con una mujer embarazada llamada Gabrielle de quien se enamora y con quien se casa. Gabrielle muere durante el parto y Casey se queda para cuidar de su hija, a quien llama Shadow. Después de la difusión de las cenizas de Gabrielle, Casey vuelve a Nueva York con Shadow a quedarse con su madre. En un encuentro casual, Casey se reunió con April, cuando trata de comprar el conjunto de apartamentos propiedad de la madre de Casey. Durante esta reunión se revela que el verdadero nombre de Casey es Arnold, pero prefiere usar su segundo nombre solamente.
Casey repara su relación con April y empiezan a salir. En el volumen cuatro, él y April se casan, presentando a Shadow como su hija y tratando de tener un hijo propio. April finalmente deja a Casey y Shadow cuando se entera de que ella no es humana y es un producto de Kirby. April llega a un acuerdo consigo misma en Alaska y Casey la lleva a clubes nocturnos para ahogar sus penas. Se encuentra con la líder de El Clan del Pie; Karai en uno de estos clubes y, después de unos tragos, Karai despierta sin tener ningún recuerdo de la noche anterior, aunque sabe que algo había sucedido. Esta trama se deja sin resolver cuando el volumen termina abruptamente.

## Cómics Archie
Aunque se ha mencionado Casey nunca aparece en los cómics Archie de las Tortugas Ninja Mutantes Adolescentes.

## Producciones Dreamwave
El cuarto número de las series de Dreamwave (basado en la serie animada de 2003) se centró exclusivamente en Casey Jones. Cuando Casey era un niño pequeño, que estaba preocupado de que su padre debe entrar bajo la protección de los Dragones Púrpura, no sea que algo malo suceda. Mr. Jones se vuelve violento y le dice a Casey que está jugando con su equipo que nunca debe entrar ahí, Mr. Jones escucha algo romperse y se da cuenta de que son los Dragones Púrpura en su tienda. Casey observa como la tienda de su padre se quema. El líder del Dragón Púrpura, Hun, entonces ve en Casey a un estímulo para que su padre pague. Casey rompe una botella y apuñala Hun en la pierna con ella. Furioso, Hun que tiene sus matones golpearon Casey. Antes de ser expulsado del hospital porque carecía de seguro, Casey es diagnosticado con daño cerebral por la golpiza. Poco después de eso, el Sr. Jones va en busca de Hun para vengarse y desaparece. La madre de Casey luego va en busca de su marido también desaparece. Casey se hace creer a sí mismo que su padre y su madre todavía están vivos, esperando simplemente a que él limpiara las calles de todos los Dragones Púrpura antes de que puedan volver.

## IDW Cómics
En la serie de las Tortugas Ninja publicada por IDW Publishing, Casey es un joven universitario. Después de que su madre muriera de cáncer, su padre se convirtió en un matón alcohólico que desahogaba su frustración con su hijo diariamente. En una ocasión, Casey se salvó de recibir otra paliza violenta gracias a Rafael, quien por aquel entonces llevaba una vida solitaria como vagabundo tras su mutación (sin saber que tenía una familia que lo andaba buscando): enseguida se hicieron amigos y se volvieron compañeros vigilantes hasta que Raphael que se reunió con su familia. Entonces Casey fue presentado y también se hizo amigo de las otras tres tortugas.

## Televisión

### Serie animada de 1987
En la serie animada de las Tortugas Ninja de 1987, Casey Jones es un vigilante enloquecido que va detrás de todo tipo de delincuentes; al parecer adopta como personaje a Harry el Sucio. En la serie nunca se quita su máscara, aunque una vez tuvo que ir de incógnito vistiendo de hombre de negocios. Esta versión de Casey no juega un papel tan central como su homólogo en el cómic, ni tiene una amistad con Rafael o una relación con April (aunque ella tiene su número de teléfono), ni se encontrará con ella hasta la temporada del 5 episodio Leonardo Cuts Loose. Se unirán entre sí en los episodios de La noche de los Rogues y Cyber- Tortugas. El personaje apareció en sólo cinco episodios de la serie y Casey fue doblado por Pat Fraley. En la versión japonesa, por Issei Futamata y Akio Ōtsuka (NHK BS2-Version)

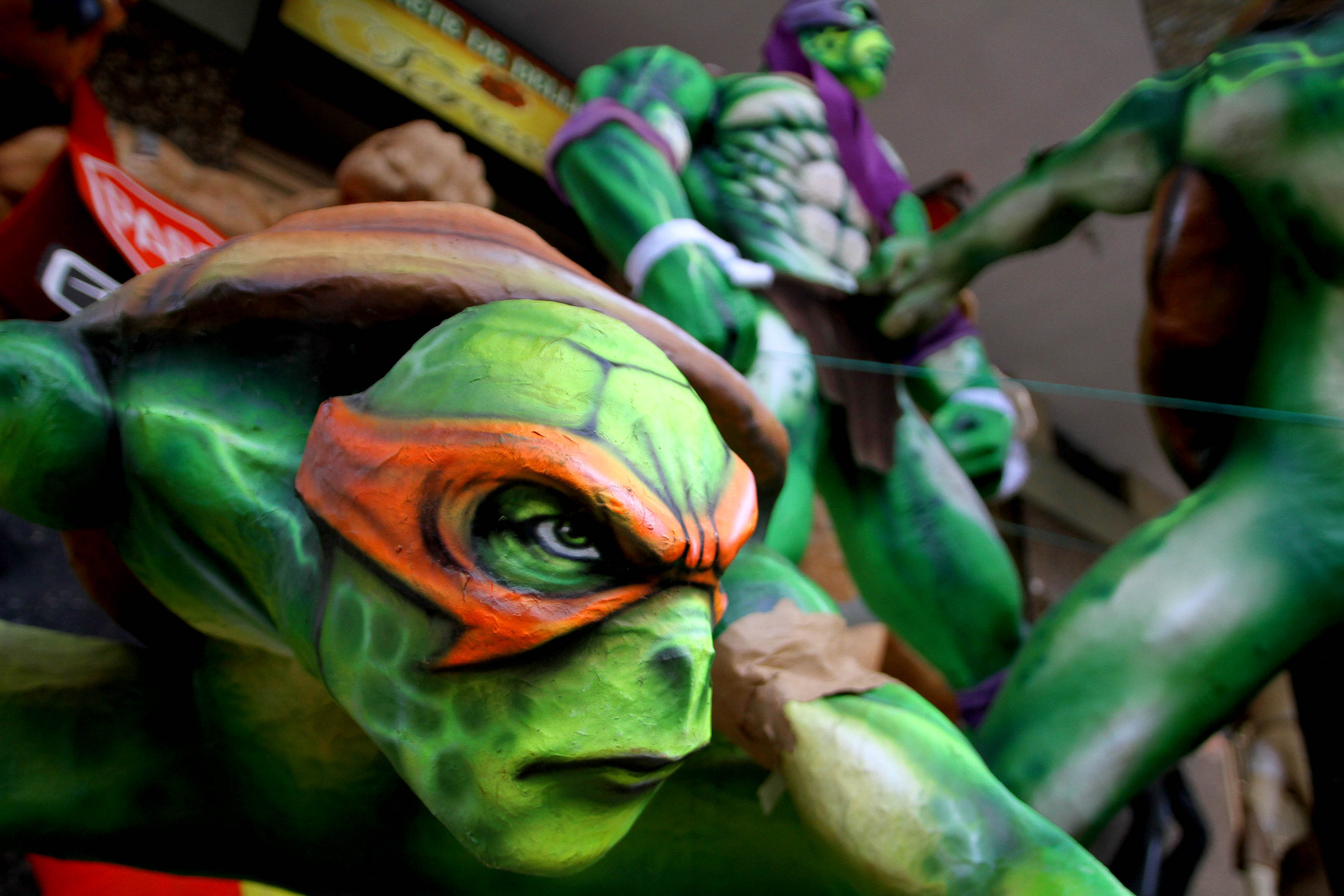
Las Tortugas y Jones se convierten en aliados.

### Serie animada de 2003
En la serie animada de 2003, Jones tiene un papel mucho más importante. Habla con acento de Brooklyn, con la voz de Marc Thompson en inglés y la de Tokuyoshi Kawashima en japonés. La personalidad de esta encarnación está a la par con Raphael, quien conoce a Casey mientras el vigilante intenta detener un asalto. Al ver mucho de sí mismo en Casey, Raphael intenta razonar con él y le impide dejarse llevar por la ira. Aunque al principio no se muestra demasiado interesado por lo que le está diciendo, Casey acaba uniéndose a Raphael y se convierte en un valioso aliado de la Tortuga.
La historia de fondo de Casey va enriqueciéndose en el transcurso de la serie. Cuando era un niño, la tienda de su padre fue incendiada por Hun y los Dragones Púrpura al negárseles el dinero que pedían en concepto de protección. Aunque se le amenazó para que no lo hiciera, su padre (Arnold Casey Jones) acabó yendo a la policía a denunciarlos y se da a entender que lo asesinaron por ello. Esto hizo nacer en Casey su odio al crimen y lo llevó a estar siempre en guerra con los Dragones Púrpura. Esta historia de fondo se amplió posteriormente en los cómics Dreamwave y fue adoptada en la serie Mirage.
En el episodio "La Lección" se revela que él y el Tortuga se habían conocido de niños, aunque ni las Tortugas ni Casey son conscientes de la verdad. Durante un viaje a la superficie, los jóvenes son testigos de unos matones metiéndose con un joven "Arnie". Disfrazándose como un niño, intentan enseñarle defensa propia. Sin embargo, sus perspectivas y actitudes únicas resultaron en más problemas que ayuda. Al final, sin embargo, el joven Casey salta con enojo a la defensa de su amigo contra los matones, proclamando que no eran rival para "¡Arnold Casey Jones!" y utiliza el palo de hockey de un matón en su contra.
Su eslogan principal es el grito de batalla "¡Goongala!" Se revela en el episodio "La lección" que dicho grito surgió cuando el joven Casey se vio incapaz de pronunciar "goru-goru-sama", el grito de batalla de "Mr. Thunder", por mucho que Miguel Ángel intentara enseñárselo. "Goongala" era lo más que podía aproximarse.
A pesar de su falta de inteligencia y su aparente incompetencia, fue desde el principio proclamado por Hun como "Nuestro mayor enemigo [del dragón púrpura]", y se llevó a cabo un torneo de lucha para ver qué dragón tendría el honor de matarlo, lo que indica el grado de amenaza con el que lo ven.
En la serie, Casey tiene buen corazón, pero se enfurece con demasiada facilidad y a veces se muestra torpe. Él ama las motocicletas. De manera simbólica, que ve a las tortugas como los hermanitos que nunca tuvo. Como tal, a menudo viene en su ayuda contra el Shredder, el Clan del Pie, u otros enemigos.
Desde el principio, Casey conoce a April y hay una atracción inicial pero sus personalidades conflictivas hacen que al principio discutan a menudo. Con el tiempo, se desarrolla una relación seria. En la temporada “Vuelta a las alcantarilla”, Casey se declara. En el final de "Wedding Bells and Bytes ("Campanas de boda y bytes)" se casan, con Raphael de padrino: asisten muchos personajes recurrentes y la ceremonia es oficiada por Fugitoid. En la temporada “Avance rápido”, las tortugas y Splinter son transportados al año 2105, donde se reúnen con el bisnieto de April y Casey, Cody Jones.

### Serie animada de las Tortugas Ninja 2012
Se ha confirmado la participación de Casey Jones en la segunda temporada de la serie animada de 2012. En la presentación de la precuela en la página oficial, Raphael encuentra algunos grafitis en una pared de alcantarillado que dice: "¡Jones está en todas partes!", los cuales también tenían su icónica máscara de hockey pintada a un lado. En un nuevo tráiler de IGN, muestra que Casey cree que es la "última esperanza" para la ciudad de Nueva York. Parece que sabe acerca de los mutantes, lo que se ve cuando se rescata a April del Hombre Mutageno y demuestra que es capaz de derrotarlo él mismo. En una entrevista con el creador del programa Ciro Nieli en IGN explica: 

Le pregunté acerca de Casey Jones en la serie, y Nieli respondió: "Casey Jones se mostrará en la segunda temporada", señalando que no quería dar demasiado nformación, pero que, "vamos a tomar nuestro tiempo para introducirlo" Casey también será un estudiante de secundaria, pero "tal vez un par de años mayor”-. Se limitó a decir”

Él tiene la voz de Josh Peck. Aparece en el episodio "El hombre Mutageno Desatado" como un jugador de hockey en la escuela de April.
Más tarde se convierte en un vigilante que caza criminales, mutantes y todo lo que él piensa que amenaza "su" ciudad, en el episodio de la temporada de dos "El bueno, el malo y Casey Jones" se convierte en un aliado para las tortugas, específicamente para Rafael, que se convierte en su mejor amigo. Él también tiene rivalidad con Donatello.
A medida que la serie avanza, su rivalidad con Donatello se reduce, y se acerca más a todo el equipo en general. En la temporada de tres en "Casey Jones VS. El Inframundo" Casey decide iniciar la caza del crimen por su cuenta y finalmente conoce a su propio archienemigo, Hun, el nuevo líder de los Dragones Púrpura. Es derrotado, al principio, pero luego derrota a Hun y prolonga los planes de Shredder.

### El ascenso de las Tortugas Ninja (2018)
En El ascenso de las tortugas ninja, la serie presentó una encarnación femenina del personaje llamada Cassandra Jones, con la voz de Zelda Williams. Antes de que se revelara su identidad, originalmente se la conocía como The Foot Recruit del Clan del Pie, que debutó en "Hot Soup: The Game".
En el episodio de cuatro partes "Finale", Shredder recuperó su poder del habla y convirtió al Foot Recruit en su nuevo general después de que el Foot Lieutenant y el Foot Brute quedaron atrapados en el colapso del laboratorio del barón Draxum. Cuando estaba en Crying Titan, Shredder hizo que Foot Recruit preparara el ritual donde se combinó con Empyrean dentro de Crying Titan, lo que le permitiría drenar la esencia de Splinter. Durante la pelea de las Tortugas y April con Shredder, Cassandra desertó a su lado y los ayudó a ellos, al Barón Draxum y a los espíritus de los ancestros del Clan Hamato a derrotar a Shredder mientras les devolvía el espíritu de Oroku Saki.
Una segunda versión más tradicional de Casey aparece en El ascenso de las Tortugas Ninja: La película, con la voz de Haley Joel Osment. Este Casey proviene del año 2044 y viaja en el tiempo para advertir a las Tortugas de una inminente invasión alienígena por parte de los Krang, ayudándolos a derrotar a los alienígenas después de que comienza la invasión. Después de la derrota de los Krang, se revela que Cassandra también estaba luchando sola contra los invasores, y Casey revela que él es su hijo.

## Largometrajes
Casey Jones tiene un papel de liderazgo en cuatro de las seis películas de las Tortugas Ninja. En la primera película, es interpretado por Elias Koteas. Es un exjugador de hockey sobre hielo profesional que se había vuelto vigilante después de que su carrera terminó temprano debido a una lesión. Se encuentra con Raphael mientras ataca a unos ladrones de carteras. Raphael evita que Casey dañe a los ladrones, después de lo cual Casey vuelve su agresión contra Raphael.
Casey después ve a Raphael solo en una azotea rodeado de soldados y viene a la ayuda de las Tortugas en el ataque posterior. Él es nombrado por Miguel Ángel como "Wayne Gretzky con esteroides". Casey Jones se une a las tortugas para ayudarles contra Shredder y el Pie, menciona a April que era un jugador de hockey sobre hielo profesional hasta que se lesionó, y en última instancia rescata Splinter de la guarida del pie y aplasta la trituradora en un camión de la basura. Él también se enamora de April en el proceso.
En la tercera película, Casey (una vez más interpretado por Elias Koteas) vuelve a petición del tortugas para ayudar a Splinter a velar por los cuatro guardias de honor que fueron transportados al presente cuando las Tortugas tomaron su lugar en el Japón feudal. Koteas también aparece como un antepasado de Jones llamado Pentecostés que, como su descendiente, termina ayudando a las Tortugas pesar de su tendencia anti-heroicos. También muestra un interés romántico en April, al igual que Casey. Se da a entender que Casey se había ido por un tiempo, lo que explica su ausencia en la segunda película.
Casey aparece en la película TMNT de 2007, con la voz de Chris Evans. En el momento en que la película se desarrolla, Casey se encuentra en una relación con April para la que trabaja como repartidor en su compañía naviera, pasando continuas noches en sus actividades de vigilancia. Por esta razón, se encuentra con Rafael como el Vigilante Nocturno, convirtiéndose en su compañero, aunque él afirma Raphael es el compañero. Al principio de la película, él es el único personaje que sabe que Rafael es el Vigilante Nocturno. Cuando reconoce a Raphael en el vestuario, éste se nota a primera vista confundido; Casey dice: "No era tan difícil, hombre. Ya sabes, te ves como una tortuga grande de metal", y Rafael dice, más bien con desaliento: "Es tan obvio, ¿eh?"
En 2011, una película independiente llamada Casey Jones fue filtrada. La película es una toma en la historia del origen de Casey Jones como un vigilante e incluye otros personajes populares, incluyendo April, Miguel Ángel, y más. La película fue dirigida por el cineasta Polaris Bancos y al parecer la hizo con el modesto presupuesto independiente de $20,000.
Jones aparece en Teenage Mutant Ninja Turtles: Out of the Shadows (2016), la secuela de la película de 2014 e interpretado por la estrella de Arrow, Stephen Amell. Aquí, Jones es retratado como un guardia de prisión de cabeza caliente que sueña con ser un Detective de la Ciudad de Nueva York. Después de que Shredder se escapa de la custodia y Bebop y Rocksteady lo golpean y le roban su vehículo blindado, Casey decide cazar a los dos criminales por su cuenta. Al rastrearlos hasta el edificio de TCRI, Jones nota que April está siendo perseguida por el Pie y saca de su baúl su palo de hockey y su máscara, que usa para luchar contra el Clan del Pie. Rápidamente se le presenta a las tortugas y se convierte en parte de sus bromas, con Raph y Mikey burlándose de su máscara de hockey y luego engañándolo para que ataque al Maestro Splinter (lo que hace que Casey sea derrotado fácilmente). Sin embargo, dentro de un día, Raph y Mikey se calientan con Casey y lo convencen para que los ayude a robar el Purple Ooze del cuartel de la policía. Cuando las tortugas son amenazadas por la policía, Casey y April se colocan en la línea de fuego para comprar el tiempo de las tortugas para escapar. Más tarde, después de que Casey y April son liberados, Casey asiste en la batalla final al enfrentar a Bebop y Rocksteady. Él hace un par de cuchillas de rodillos hechas en casa y usa una tubería de plomo como un palo de hockey para derrotarlos. Se demuestra que este Casey es un buen hombre que solo combate el crimen por su cuenta cuando siente que no tiene otra opción. No usa una amplia gama de armas, optando solo por su palo de hockey y más tarde por un tubo de plomo. La película termina con Casey y April arreglando una cita.

## Videojuegos
- Casey Jones es un personaje jugable en la versión de NES y Sega Genesis de Teenage Mutant Ninja Turtles: Tournament Fighters, y aparece detrás de Donatello en la versión de SNES.
- En Teenage Mutant Ninja Turtles: Manhattan Missions rescata a las tortugas cuando pierden toda su vida.
- Casey Jones aparece en el videojuego de 2003 y los de Game Boy Advance Teenage Mutant Ninja Turtles. Él es un jefe en el modo historia de Raph y se convierte jugable en el modo historia si Raphael lo derrota en el Nivel 1.
- Es un suplente desbloqueable para Raphael en Teenage Mutant Ninja Turtles 2: Battle Nexus.
- También aparece en el juego Teenage Mutant Ninja Turtles 3: Mutant Nightmare.
- Es un personaje jugable en Teenage Mutant Ninja Turtles: Mutant Melee y puede luchar en el juego para Wii/PS2 Teenage Mutant Ninja Turtles: Smash-Up.
- Es un personaje jugable en Teenage Mutant Ninja Turtles: Shredder's Revenge, se desbloquea después de completar el modo historia una vez.